# 塞瓦兰人的历史

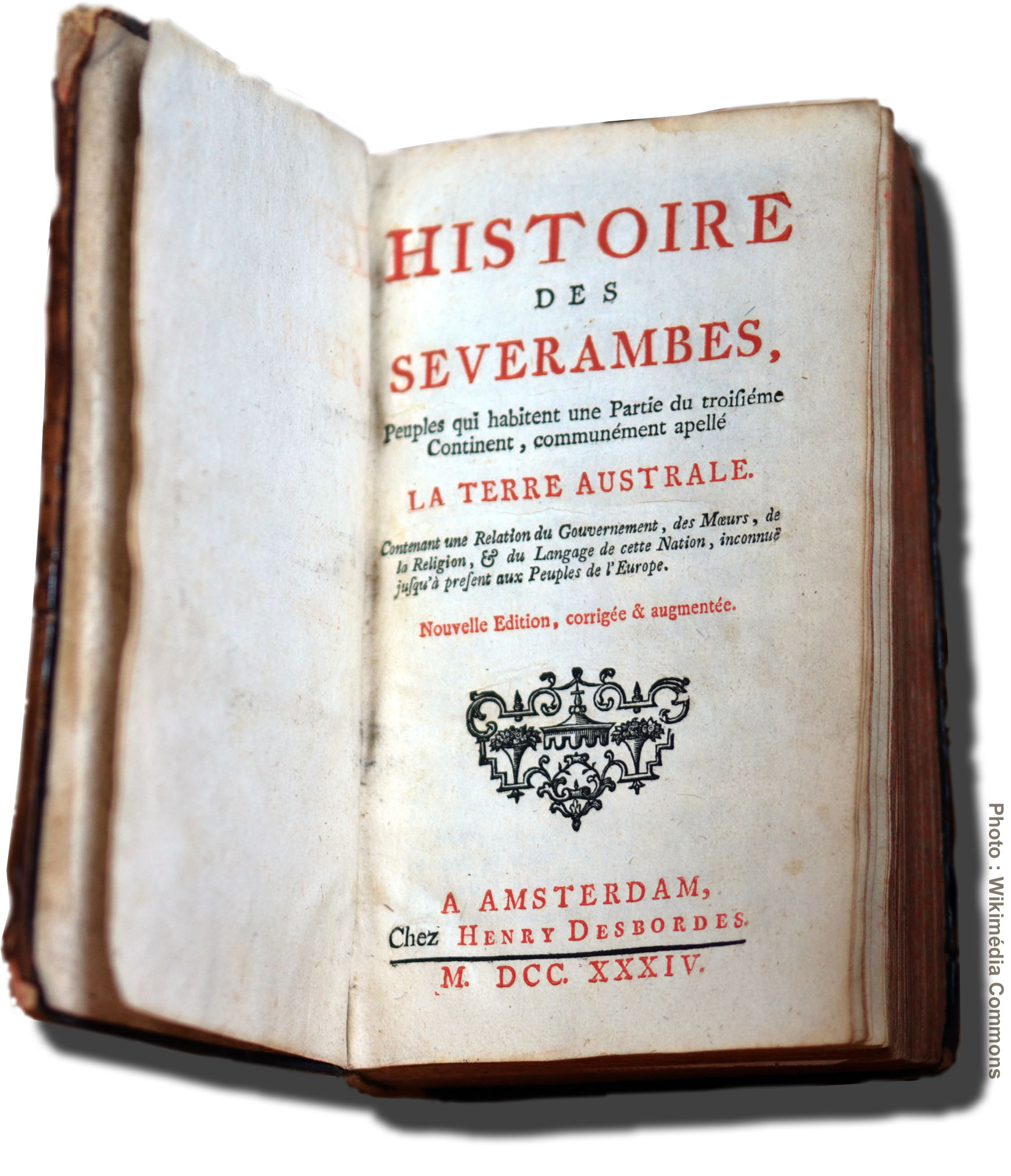
1734年在阿姆斯特丹出版的《塞瓦兰人的历史》

《塞瓦兰人的历史》（英語：History of the Sevarambians）是法国空想社会主义者德尼·维拉斯创作的一本乌托邦小说。1675年，该书的第一章在英国以《塞瓦兰人或塞瓦兰比的历史》为名出版；1677年，在巴黎出版法语版第一章，以《塞瓦兰人的历史》为名；1678年—1679年，出版法语版第二章；该小说的完整英语版直到1738年才出版。该书的法语版在巴黎和阿姆斯特丹先后出版20余次，并在18世纪中叶被翻译成英语、德语和意大利语多次发行。
这本小说采用游记体裁，讲述一群在南方海域中遭遇船难的旅行者的故事。这些幸存的欧洲人漂流到一片荒凉的海岸，得不到任何外部帮助，最终进入一个陌生的国家，与当地的塞瓦兰人接触，从而了解到他们独特的政治和经济制度。塞瓦兰人实行财产公有制和共妻制度，以大家庭的形式在原始共产主义条件下生活。在这个社会中，私有制被废除，所有土地和财富归国家所有，任何物品都不属于个人私有。